# Певчий ястреб-габар
Певчий ястреб-габар (лат. Micronisus gabar) — вид хищных птиц из семейства ястребиных (Accipitridae)), единственный в  роде (Micronisus). Выделяют три подвида. Распространены в Африке и на Аравийском полуострове.

## Описание

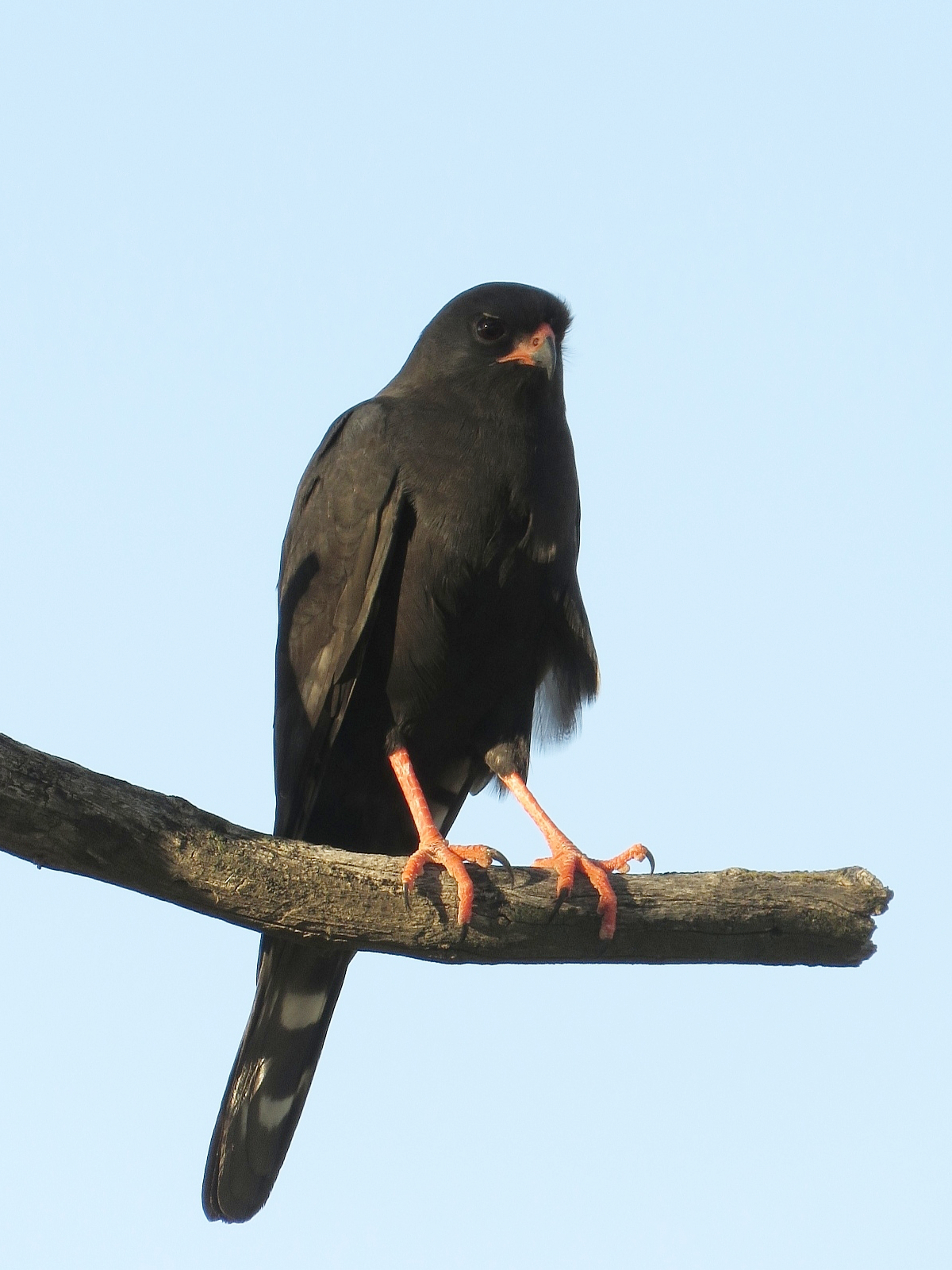
Меланистическая форма

Небольшой ястреб с длиной тела от 28 до 36 см, длиной крыла от 17,5 до 21,5 см и размахом крыльев около 63 см. Самцы весят 90—173 г; самки намного крупнее самцов и весят от 167 до 240 г. Встречаются две цветовые морфы: светлая и почти чёрная. Светлая морфа более распространённая, доля меланистической морфы в разных частях ареала составляет от 6 до 25 % в популяции. Половой диморфизм в окраске оперения не выражен. У типичной взрослой особи светлой морфы голова седая, верхняя часть тела серого цвета с белым надхвостьем. Верхняя часть хвоста серая с тёмными полосами. Маховые перья сажисто-серые с очень бледно-серыми полосами. Грудь однотонно-серая. Брюхо белое, с серыми полосами. Нижняя половина хвоста белого цвета с широкими тёмно-серыми полосами. Клюв чёрный с красной восковицей. Глаза тёмно-красного цвета. Длинные голые ноги и пальцы ярко-красного цвета. У тёмной морфы общая окраска оперения чёрная, с бледно-серыми полосами поперек маховых перьев сверху и белой полосой снизу. Красные чешуйки ног испещрены чёрными крапинками. У молоди восковица тёмно-серая, постепенно становится жёлтой; лапы бледно-оранжевые.
Вне сезона размножения певчий ястреб-габар довольно молчаливый. Характерная серия быстрых пронзительных звуков «kawhe kewhe kewhere» издаётся обоими полами птиц при ухаживании, контактах и защите территории, как с присады, так и в полёте.

## Биология
Оседлый вид, небольшие по протяжённости миграции совершают неполовозрелые особи при расселении от места рождения. Вне сезона размножения певчий ястреб-габар ведёт одиночный образ жизни. При демонстрации ухаживания самец и самка  гоняются друг за другом между деревьями.

### Размножение
Сезон размножения приходится на март—август в Нигерии и Сомали; сентябрь—декабрь в Восточной Африке и на сентябрь—январь в Южной Африке. Гнездо строится в основном или исключительно самкой примерно за 2-6 недель и представляет собой небольшую платформу диаметром около 30 см и глубиной 10—15 см; размещается в вертикальной развилке колючего дерева (обычно акации) на высоте 5—25 м над землёй. Сооружается из тонких палочек и выстилается тонкими веточками, сухими листьями, лишайником, шерстью, перьями; снаружи оплетено паутиной (иногда рядом с гнёздами колониальных пауков, которые впоследствии покрывают паутиной всю конструкцию). В кладке 2—4 яйца, которые в основном насиживает самка в течение примерно 33—38 дней. Птенцы оперяются через 30—35 дней.

### Питание
Певчий ястреб-габар питается в основном птицами, иногда мелкими млекопитающими, рептилиями (ящерицы, змеи) и крупными насекомыми. В состав рациона входят представители следующих родов и семейств: коньки (Anthus), ткачиковые (Ploceidae), скворцовые (Sturnidae) и бородатковые (Capitonidae). Самая крупная добыча иногда превышает размером самого хищника, например, шпорцевые кукушки (Centropus) и турачи (Francolinus). Охотится или с присады, сразу сбивая добычу на землю или преследуя в полёте, или же вспугивая добычу во время полётов среди деревьев. Регулярно грабит гнёзда, особенно в колониях ткачиковых (Ploceidae). Проникает в закрытые гнезда через их крышу или свисает, хлопая крыльями, с висячих гнезд.

## Подвиды и распространение
Выделяют три подвида:
- M. g. aequatorius Clancey, 1987 — от Эфиопии до Габона, север Замбии и Мозамбик
- M. g. gabar (Daudin, 1800) — от юга Анголы до Замбии и юга Мозамбика; Южная Африка
- M. g. niger (Vieillot, 1823) — от Гамбии и Сенегала до Эфиопии и Камеруна и юга Судана; юго-запад Аравийского полуострова